# Лі Сюнь
Лі Сюнь (кит.: 李恂; піньїнь: Li Xun; помер 421) — останній правитель Західної Лян періоду Шістнадцяти держав.

## Життєпис
Після смерті його брата 420 року Лі Сіня Лі Сюнь намагався вберегти свою держави від завоювання з боку Північної Лян під проводом Цзюйцюй Менсюня. Лі Сюнь зумів лише утримувати місто Дуньхуан упродовж кількох місяців, поки Цзюйцюй Менсюнь не захопив і його. Після цього Лі Сюнь скоїв самогубство. Від того моменту держава Західна Лян припинила своє існування.